# Wendel Raúl Gonçalves Gomes
Wendel Raúl Gonçalves Gomes, noto semplicemente come Wendel (San Paolo, 25 maggio 1984), è un ex calciatore brasiliano, di ruolo centrocampista.

## Palmarès

### Club

#### Competizioni nazionali
- Campionato brasiliano: 1

Corinthians: 2005

#### Competizioni statali
- Campionato paulista: 1

Corinthians: 2003